# Mayıs
Mayıs es un pueblo en el raión de Lachin en Azerbaiyán.

## Historia
La aldea estaba ubicada en los territorios ocupados por los armenios que rodean al Alto Karabaj, y quedó bajo el control de las fuerzas de etnia armenia durante la primera guerra del Alto Karabaj a principios de la década de 1990.
Posteriormente, el pueblo se convirtió en parte de la autoproclamada República de Artsaj como parte de su provincia de Kashatagh, conocida como Margis (en armenio: Մարգիս).
Fue devuelta a Azerbaiyán como parte del acuerdo de alto el fuego en el Alto Karabaj de 2020.